# .45 Magnum
 (juin 2023).
Si vous disposez d'ouvrages ou d'articles de référence ou si vous connaissez des sites web de qualité traitant du thème abordé ici, merci de compléter l'article en donnant les références utiles à sa vérifiabilité et en les liant à la section « Notes et références ».
Le .45 Winchester Magnum, ou simplement .45 Magnum, est un calibre de cartouche essentiellement employé pour les pistolets semi-automatiques. Conçu en 1977 et commercialisé à partir de 1979, il est encore en usage aujourd'hui.

## Spécifications
La cartouche est extérieurement un .45 ACP allongé avec une âme plus épaisse pour résister à des pressions de fonctionnement plus élevées. Les dimensions et le chargement du 45 Win Mag sont presque identiques à ceux du 45 NAACO développé par la North American Arms Corporation pour son pistolet Brigadier, destiné à l'armée canadienne après la Seconde Guerre mondiale. L'armée n'a finalement pas adopté le pistolet et ses munitions non conformes aux normes de l'OTAN.
La cartouche a été principalement utilisée par les chasseurs de petit gibier et les tireurs de silhouettes métalliques.

## Commentaire général
Le .45 Winchester Magnum était en projet depuis deux ans avant d'être introduit en 1979 par Winchester. La cartouche n'a pas connu une grande popularité en raison de la disponibilité intermittente des pistolets Wildey et LAR Grizzly. La cartouche a été logée dans les pistolets à un coup Thompson-Center Contender. Elle a également été utilisée dans le revolver à simple action Freedom Arms Model 83 grâce à un barillet optionnel.
La cartouche .45 Winchester Magnum s'est imposée parmi les compétiteurs de l'IHMSA car elle offrait la puissance et les performances nécessaires pour abattre des cibles à longue distance. Cette cartouche a été utilisée par les chasseurs à l'arme de poing et fait partie des quelques cartouches de pistolet semi-automatique (par opposition au revolver) qui ont été adoptées pour ce sport.